# Gran Premio de Yugoslavia de Motociclismo de 1984
El Gran Premio de Yugoslavia de Motociclismo de 1984 fue la séptima prueba de la temporada 1984 del Campeonato Mundial de Motociclismo. El Gran Premio se disputó el 17 de junio de 1984 en el Automotodrom Grobnik.

## Resultados 500cc
El estadounidense Freddie Spencer consigue la tercera victoria consecutiva y acosa el liderato de su compatriota Eddie Lawson, que acabó cuarto al tener problemas con los doblados. Su compatriota Randy Mamola y el francés Raymond Roche.
| Pos.     | Piloto               | Equipo     | Tiempo     | Pts. |
| -------- | -------------------- | ---------- | ---------- | ---- |
| 1        | Freddie Spencer      | Honda      | 50:00.620  | 15   |
| 2        | Randy Mamola         | Honda      | +17.580    | 12   |
| 3        | Raymond Roche        | Honda      | +24.660    | 10   |
| 4        | Eddie Lawson         | Yamaha     | +27.300    | 8    |
| 5        | Ron Haslam           | Honda      | +41.540    | 6    |
| 6        | Didier de Radiguès   | Chevallier | +1:09.410  | 5    |
| 7        | Barry Sheene         | Suzuki     | +1:17.860  | 4    |
| 8        | Sergio Pellandini    | Suzuki     | +1:18.110  | 3    |
| 9        | Virginio Ferrari     | Yamaha     | +1 Vuelta  | 2    |
| 10       | Hervé Moineau        | Cagiva     | +1 Vuelta  | 1    |
| 11       | Paolo Ferretti       | Suzuki     | +1 Vuelta  |      |
| 12       | Reinhold Roth        | Honda      | +1 Vuelta  |      |
| 13       | Dave Petersen        | Suzuki     | +1 Vuelta  |      |
| 14       | Karl Truchsess       | Suzuki     | +1 Vuelta  |      |
| 15       | Attilio Riondato     | Suzuki     | +1 Vuelta  |      |
| 16       | Louis-Luc Maisto     | Honda      | +1 Vuelta  |      |
| 17       | Marco Gentile        | Yamaha     | +2 Vueltas |      |
| 18       | Fabio Marcheggiani   | Suzuki     | +2 Vueltas |      |
| 19       | Rob Punt             | Suzuki     | +2 Vueltas |      |
| 20       | Yashuhiko Gomibuchi  | Suzuki     | +2 Vueltas |      |
| 21       | Georg Jung           | Paton      | +2 Vueltas |      |
| 22       | Børge Nielsen        | Suzuki     | +2 Vueltas |      |
| 23       | Josef Ragginger      | Suzuki     | +2 Vueltas |      |
| 24       | Josef Doppler        | Suzuki     | +3 Vueltas |      |
| 25       | Bohumil Stasa        | Suzuki     | +4 Vueltas |      |
| Ret      | Lorenzo Ghiselli     | Suzuki     | Ret        |      |
| Ret      | Claude Arciero       | Honda      | Ret        |      |
| Ret      | Dimitrios Papandreou | Yamaha     | Ret        |      |
| Ret      | Franck Gross         | Honda      | Ret        |      |
| Ret      | Fabio Biliotti       | Honda      | Ret        |      |
| Ret      | Leandro Becheroni    | Suzuki     | Ret        |      |
| Ret      | Massimo Broccoli     | Honda      | Ret        |      |
| Ret      | Wolfgang von Muralt  | Suzuki     | Ret        |      |
| Sources: |                      |            |            |      |

## Resultados 250cc
Tercera victoria de la temporada del alemán Manfred Herweh en una nueva carrera electrizante de las que se caracterizan en 250cc esta temporada. El alemán se aprovechó de los problemas mecánicos del alemán Anton Mang y la caída del venezolano Carlos Lavado para conseguir la victoria. El gran beneficiado fue el francés Christian Sarron que se coló en la segunda posición final y se destaca como líder de la clasificación provisional.
| Pos. | Piloto               | Moto       | Tiempo    | Pts. |   |
| ---- | -------------------- | ---------- | --------- | ---- | - |
| 1    | Manfred Herweh       | Rotax      | 48:50.620 | 15   |   |
| 2    | Christian Sarron     | Yamaha     | +9.770    | 12   |   |
| 3    | Jacques Cornu        | Yamaha     | +10.110   | 10   |   |
| 4    | Wayne Rainey         | Yamaha     | +10.350   | 8    |   |
| 5    | Sito Pons            | Rotax      | +21.040   | 6    |   |
| 6    | Ivan Palazzese       | Yamaha     | +21.470   | 5    |   |
| 7    | Alan Carter          | Yamaha     | +23.160   | 4    |   |
| 8    | Martin Wimmer        | Yamaha     | +24.620   | 3    |   |
| 9    | Teruo Fukuda         | Yamaha     | +33.760   | 2    |   |
| 10   | Patrick Fernandez    | Yamaha     | +49.570   | 22   | 1 |
| 11   | Stéphane Mertens     | Yamaha     | +55.660   |      |   |
| 12   | Massimo Matteoni     | Yamaha     | +57.710   |      |   |
| 13   | Neil Robinson        | Pernod     | +1:04.430 |      |   |
| 14   | Juan Garriga         | Yamaha     | +1:04.630 |      |   |
| 15   | Donnie McLeod        | Yamaha     | +1:13.900 |      |   |
| 16   | Jean-Michel Mattioli | Armstrong  | +1:22.23  |      |   |
| 17   | Erich Klein          | Rotax      | +1:39.260 |      |   |
| 18   | Harald Eckl          | Rotax      | +1 Vuelta |      |   |
| 19   | René Delaby          | Yamaha     | +1 Vuelta |      |   |
| 20   | Josef Hutter         | Bartol     | +1 Vuelta |      |   |
| Ret  | Anton Mang           | Yamaha     | Ret       |      |   |
| Ret  | Carlos Lavado        | Yamaha     | Ret       |      |   |
| Ret  | Richard Hubin        | Yamaha     | Ret       |      |   |
| Ret  | Carlos Cardús        | Rotax      | Ret       |      |   |
| Ret  | Roland Freymond      | Yamaha     | Ret       |      |   |
| Ret  | Siegfried Minich     | Yamaha     | Ret       |      |   |
| Ret  | Herbert Besendörfer  | Yamaha     | Ret       |      |   |
| Ret  | Thomas Bacher        | Yamaha     | Ret       |      |   |
| Ret  | Guy Bertin           | MBA        | Ret       |      |   |
| Ret  | Gabriel Gabria       | Yamaha     | Ret       |      |   |
| Ret  | Loris Reggiani       | Kawasaki   | Ret       |      |   |
| Ret  | Marcellino Lucchi    | Rotax      | Ret       |      |   |
| Ret  | Luis Miguel Reyes    | JJ Cobas   | Ret       |      |   |
| Ret  | August Auinger       | Monnet     | Ret       |      |   |
| Ret  | Mar Schouten         | Yamaha     | Ret       |      |   |
| Ret  | Thierry Espié        | Chevallier | Ret       |      |   |

## Resultados 80cc
El piloto suizo Stefan Dörflinger no tuvo rival para adjudicarse la tercera victoria de la temporada y se destaca en la clasificación general. El alemán Hubert Abold y el español Jorge Martínez Aspar fueron segundo y tercero respectivamente.
| Pos. | Piloto               | Moto       | Tiempo     | Pts. |
| ---- | -------------------- | ---------- | ---------- | ---- |
| 1    | Stefan Dörflinger    | Zündapp    | 31:46.160  | 15   |
| 2    | Hubert Abold         | Zündapp    | +9.030     | 12   |
| 3    | Jorge Martínez Aspar | Derbi      | +28.350    | 10   |
| 4    | Gerhard Waibel       | Real       | +41.090    | 8    |
| 5    | Hans Spaan           | Kreidler   | +49.180    | 6    |
| 6    | George Looijesteijn  | Casal      | +57.440    | 5    |
| 7    | Zdravko Matulja      | Ziegler    | +1:00.410  | 4    |
| 8    | Paul Rimmelzwaan     | Harmsen    | +1:33.780  | 3    |
| 9    | Theo Timmer          | Casal      | +1 Vuelta  | 2    |
| 10   | Otto Machinek        | Kreidler   | +1 Vuelta  | 1    |
| 11   | Claudio Granata      | Garelli    | +1 Vuelta  |      |
| 12   | Hans Koopman         | Kreidler   | +1 Vuelta  |      |
| 13   | Salvatore Milano     | Casal      | +1 Vuelta  |      |
| 14   | Giuliano Tabanelli   | BBFT       | +1 Vuelta  |      |
| 15   | Chris Baert          | Eberhardt  | +1 Vuelta  |      |
| 16   | Jos van Dongen       | Sachs      | +1 Vuelta  |      |
| 17   | Miljenko Nervo       | Sever      | +1 Vuelta  |      |
| 18   | Günter Schirnhofer   | Honda      | +2 Vueltas |      |
| 19   | Pasquale Buonfante   | Kreidler   | +2 Vueltas |      |
| 20   | Lajos Horti          | Kreidler   | +3 Vueltas |      |
| Ret  | Pier Paolo Bianchi   | HuVo-Casal | Ret        |      |
| Ret  | Willem Heykoop       | HuVo-Casal | Ret        |      |
| Ret  | Serge Julin          | Casal      | Ret        |      |
| Ret  | Reinhard Koberstein  | Seel       | Ret        |      |
| Ret  | Johann Auer          | Eberhardt  | Ret        |      |
| Ret  | Rainer Kunz          | FKN        | Ret        |      |
| Ret  | Thomas Engl          | Sachs      | Ret        |      |
| Ret  | Mauro Mordenti       | Kreidler   | Ret        |      |
| Ret  | Bernd Rossbach       | Casal      | Ret        |      |
| Ret  | Kasimir Rapczynski   | Kreidler   | Ret        |      |
| Ret  | Reiner Koster        | Casal      | Ret        |      |
| Ret  | Robert Hmeljak       | MBA        | Ret        |      |